# Julio Larraz
Julio César Ernesto Fernandez Larraz (L'Avana, 12 marzo 1944) è un artista cubano.

## Biografia
Ha creato opere di incisione, pittura, cartooning e scultura.
La sua famiglia emigrò in America nei primi anni '60. Tra il 1968 e il 1970 ha frequentato diversi seminari con insegnanti Burt Silverman, David Levine e Aaron Schickler, a New York (Stati Uniti).
Ha vissuto a New York, Washington, Firenze e Miami, dove attualmente vive e lavora.

## Esposizioni Personali
Tra le sue più importanti mostre personal si possono citare: nel 1972 "Cartoni" alla New York School for Social Research di New York; nel 1980 "Julio Larraz. Recenti nature morte" alle Hirschl e Adler Galleries di New York; nel 1988 "Julio Larraz. Recent Paintings" alla Nohra Haime Gallery di New York; nel 1995 "Julio Larraz" alla Vallois a Parigi.

## Esposizioni Collettive
L'artista ha partecipato a numerose mostre collettive: nel 1976 Exhibition of Works by Candidates for Art Awards, presso l'Accademia Americana delle Arti e delle Lettere a New York (USA); nel 1979 Dipinti moderni dell'America Latina, disegni e scultura" a New York;
nel 1985 partecipa alla Foire Internationale d'Art Contemporain (FIAC), al Grand Palais, a Parigi (Francia)
(rappresentato dalla Galleria Il Gabbiano di Roma); nel 1992 "Exposición arte cubano: Pasado y presente obra importante" al Gary Nader Fine Art, Coral Gables, in Florida.

## Premi
- Premio Cintas Foundation Fellowship, New York (1975)
- Childe Hassam Fund Purchase Exhibition, New York (1977)
- Facts about cuban exile, Miami (1997)
- Gold medal award 2011, New York (2011)

## Collezioni
Il suo lavoro è parte di importanti collezioni come il Cintas Foundation Inc. (New York), Mitsui & Company Inc. (New York), Museo di Arte Moderna (Bogota), Museo de Monterrey (Monterrey) e Wold Bank di Washington.

## Cronologia delle esibizioni personali
- 1974 - Pyramid Galleries, Washington D.C.; New School for Social Research, New York; FAR Gallery, New York
- 1976 - Westmoreland Museum of Art, Greensburg, Pennsylvania
- 1977 - FAR Galleries, New York
- 1979 - Hirschl & Adler Galleries, New York
- 1980 - Hirschl & Adler Galleries, New York; Hall Galeries, Fort Worth, Texas
- 1982 - Works IL Gallery, Southampton, New York; Belle Arts Gallery, Nyack, New York; Bacardi Gallery, Miami, Florida; Inter-American Art Gallery, New York
- 1983 - Wichita Falls Museum and Art Center, Wichita Falls, Texas; Works IL Gallery, Southampton, New York Nohra Haime Gallery, Foire Internationale d'Art Contemporain, Grand Palais, Parigi

- 1984 - Galería Iriarte, Bogotá, Colombia; Nohra Haime Gallery, New York; Galería Arteconsult, Panama City, Panama
- 1985 - Galleria II Gabbiano, Roma, Italia; Nohra Haime Gallery, New York
- 1986 - Museo de Arte Moderno, Bogotá, Colombia; Nohra Haime Gallery, New York
- 1987 - Museo de Monterrey, Monterrey, Messico; Hall Galleries, Dallas, Texas
- 1988 - Ravel Gallery, Austin, Texas; Nohra Haime Gallery, New York; Frances Wolfson Art Gallery, Miami-Dade Community College, Miami, Florida
- 1990 - Atrium Gallery, Works on Paper, St. Louis, Missouri; Colleen Greco Gallery, Prints, Nyack, New York; Janey Beggs Gallery, Los Angeles, California; Gerald Peters Gallery, Santa Fe, New Mexico; Nohra Haime Gallery, Watercolors, New York
- 1991 - Nohra Haime Gallery, Moments in Time, New York

- 1992 - Krannert Art Museum, University of Illinois at Urbana, Champaign, Illinois; Nohra Haime Gallery, Witness to Silence, New York; Atrium Gallery, Works on Paper, St. Louis, Missouri
- 1994 - Ron Hall Gallery, Julio Larraz, Dallas, Texas
- 1995 - Tampa Museum of Art, The Planets, Tampa, Florida; Gallerie Vallois, Julio Larraz, Paris Ron Hall Gallery, The Planets, Dallas, Texas; Peter Findlay Gallery, New York
- 1996 - Peter Findlay Gallery, Watercolors and Pastels by Julio Larraz, New York; Ron Hall Gallery, Recent Works by Julio Larraz, Dallas, Texas; Atrium Gallery, The Gulf Stream, St. Louis, Missouri; Ron Hall Gallery, Julio Larraz, Santa Fe, New Mexico; Ron Hall Gallery, Works on Paper by Julio Larraz, Santa Fe, New Mexico

- 1998 - Boca Raton Museum of Art, Julio Larraz, Boca Raton, Florida; Museo Pedro de Osma, Julio Larraz, Lima, Peru; Galería Der Brucke, Julio Larraz, Buenos Aires, Argentina
- 1999 - Galleria Tega, Milano, Italia; Marlborough Florida, New Works, Boca Raton, Florida. Galería A.M.S. Marlborough, Santiago, Cile; Julio Larraz's Sculptures, Galleria Tega, Art Miami, Miami, Florida; Luis Perez Galeria, ARCO, Madrid, Spagna; Julio Larraz, Atrium Gallery, St. Louis, Missouri; Julio Larraz, Galleria Tega, FIAC, Parigi, Francia
- 2000 - New Works, Marlborough Florida, Boca Raton, Florida; Julio Larraz, Galleria Tega, FIAC, Parigi, Francia
- 2001 - Julio Larraz, Fondazione Bevilacqua La Masa, Venezia, Italia

- 2002 - Oeuvres récentes: peintures et sculptures, Marlborough Monaco, Monte Carlo; Julio Larraz, Galerie Patrice Trigano, Parigi, Francia; El sueño es vida, Galleria Tega, Milano, Italia
- 2003 - L'ultimo sguardo dopo la Terra, Forni Galleria d'Arte, Bologna, Italia
- 2004 - Treinta años de trabajo, Museo de Arte Moderno de Bogotá, Bogotá, Colombia. Museo de Arte Moderno, Mexico City, Mexico; Julio Larraz: Recent Paintings, Marlborough Gallery, New York
- 2005 - Julio Larraz: trienta años de trabajo, Centro Cultural Metropolitano, Quito, Ecuador; Altri Soli Cortona, Italia; Julio Larraz, Contini Galleria D'Arte, Cortina d'Ampezzo, Italia
- 2006 - Julio Larraz, Contini Galleria D'Arte, Venezia, Italia
- 2009 - Julio Larraz, Marlborough, New York